# Bertram Whittier Wells
Prof. Dr. Bertram Whittier (B.W.) Wells (Troy, Ohio, 1884-1978) fue un botánico y ecólogo estadounidense, activo en Carolina del Norte. Su obra más influyente fue Natural Gardens of North Carolina, de 1932. Sus colecciones de especímenes se resguardan en el Herbario de la Universidad de Carolina del Norte.
Obtuvo su doctorado en la Universidad de Chicago. Enseñó en las Universidades de Arkansas, Connecticut, Iowa, Kansas y Texas, hasta que le ofrecen la Cátedra de Botánica y Fitopatología en lo que es hoy la Universidad de Carolina del Norte, en 1919, trabajando allí hasta su retiro en 1954.
Perdió a su primera esposa Edna Metz, en 1938. Y en 1941, se casa con Maude Barnes.
- La abreviatura «Wells» se emplea para indicar a Bertram Whittier Wells como autoridad en la descripción y clasificación científica de los vegetales.[2]